# Eleições europeias de 2024 (Espanha)
As eleições europeias de 2024 na Espanha foram realizadas a 9 de junho e serviram para eleger os 61 deputados nacionais para o Parlamento Europeu durante as eleições europeias. Estas eleições foram as primeiras eleições nacionais depois do PSOE ter-se conseguido manter na liderança do governo espanhol após as eleições gerais de 2023, fruto de um acordo bastante polémico com os independentistas catalães.
O Partido Popular venceu as eleições com mais de 34% dos votos e conseguiu eleger 22 deputados, um resultado que significa um forte aumento em relação a 2019 quando o PP ficou-se pelos 20%. O PSOE foi relegado para o segundo lugar, mas conseguiu resistir e obteve 30% dos votos.
Destaque para o Vox, que se tornou a terceira força mais votada ao obter 9,6% e, ainda para um novo partido de extrema-direita, Acabou-se a Festa liderado por Alvise Peréz, que foi a grande surpresa das eleições ao conseguir 4,6% e eleger 3 deputados.

## Representação parlamentar 2019-2024
A tabela mostra os deputados de acordo com a última informação do Parlamento Europeu:
| Partido Nacional | Partido Nacional                     | Deputados | Grupo parlamentar | Grupo parlamentar                                 |
| ---------------- | ------------------------------------ | --------- | ----------------- | ------------------------------------------------- |
|                  | Partido Socialista Operário Espanhol | 21 / 59   |                   | Aliança Progressista dos Socialistas e Democratas |
|                  | Partido Popular                      | 13 / 59   |                   | Grupo do Partido Popular Europeu                  |
|                  | Cidadãos - Partido da Cidadania      | 7 / 59    |                   | Renovar a Europa                                  |
|                  | Podemos                              | 4 / 59    |                   | Esquerda Unitária Europeia/Esquerda Nórdica Verde |
|                  | Vox                                  | 4 / 59    |                   | Reformistas e Conservadores Europeus              |
|                  | Juntos pela Catalunha                | 3 / 59    |                   | Não inscritos                                     |
|                  | Esquerda Republicana da Catalunha    | 2 / 59    |                   | Verdes/Aliança Livre Europeia                     |
|                  | Esquerda Unida                       | 1 / 59    |                   | Esquerda Unitária Europeia/Esquerda Nórdica Verde |
|                  | Anticapitalistas                     | 1 / 59    |                   | Esquerda Unitária Europeia/Esquerda Nórdica Verde |
|                  | Bloco Nacionalista Galego            | 1 / 59    |                   | Verdes/Aliança Livre Europeia                     |
|                  | Partido Nacionalista Basco           | 1 / 59    |                   | Renovar a Europa                                  |
|                  | Javier Nart (Independente)           | 1 / 59    |                   | Renovar a Europa                                  |

| Grupo parlamentar | Grupo parlamentar                                 | Deputados |
| ----------------- | ------------------------------------------------- | --------- |
|                   | Aliança Progressista dos Socialistas e Democratas | 21 / 59   |
|                   | Grupo do Partido Popular Europeu                  | 13 / 59   |
|                   | Renovar a Europa                                  | 9 / 59    |
|                   | Esquerda Unitária Europeia/Esquerda Nórdica Verde | 6 / 59    |
|                   | Reformistas e Conservadores Europeus              | 4 / 59    |
|                   | Não inscritos                                     | 3 / 59    |
|                   | Verdes/Aliança Livre Europeia                     | 3 / 59    |

## Resultados Oficiais
| Partido Nacional        | Partido Nacional                     | Votos      | %               | +/-   | Deputados | +/-     |
| ----------------------- | ------------------------------------ | ---------- | --------------- | ----- | --------- | ------- |
|                         | Partido Popular                      | 5 963 074  | 34,20 / 100,00  | 12,05 | 22 / 61   | 10      |
|                         | Partido Socialista Operário Espanhol | 5 261 293  | 30,18 / 100,00  | 2,66  | 20 / 61   | Estável |
|                         | Vox                                  | 1 678 218  | 9,62 / 100,00   | 3,41  | 6 / 61    | 3       |
|                         | Agora Repúblicas                     | 856 500    | 4,91 / 100,00   | 0,67  | 3 / 61    | Estável |
|                         | Sumar                                | 811 545    | 4,65 / 100,00   | Novo  | 3 / 61    | Novo    |
|                         | Acabou-se a Festa                    | 800 763    | 4,59 / 100,00   | Novo  | 3 / 61    | Novo    |
|                         | Podemos                              | 571 902    | 3,28 / 100,00   | -     | 2 / 61    | Estável |
|                         | Juntos pela Catalunha                | 443 275    | 2,54 / 100,00   | 2,00  | 1 / 61    | 1       |
|                         | Coligação por uma Europa Solidária   | 281 064    | 1,61 / 100,00   | 1,21  | 1 / 61    | Estável |
|                         | Outros (com menos de 1,00%)          | 639 777    | 3,57 / 100,00   |       | 0 / 61    |         |
| Votos Inválidos         | Votos Inválidos                      | 246 974    | 1,40 / 100,00   | 0,41  |           |         |
| Total                   | Total                                | 17 554 385 | 100,00 / 100,00 |       | 61 / 61   | 7       |
| Eleitorado/Participação | Eleitorado/Participação              | 35 665 455 | 49,21 / 100,00  | 11,51 |           |         |
| Fonte                   | Fonte                                | [ 4 ]      | [ 4 ]           | [ 4 ] | [ 4 ]     | [ 4 ]   |

## Representação parlamentar (2024-2029)

### Partidos nacionais
| Partido Nacional | Partido Nacional                     | Deputados | Grupo parlamentar | Grupo parlamentar                                 |
| ---------------- | ------------------------------------ | --------- | ----------------- | ------------------------------------------------- |
|                  | Partido Popular                      | 22 / 61   |                   | Grupo do Partido Popular Europeu                  |
|                  | Partido Socialista Operário Espanhol | 20 / 61   |                   | Aliança Progressista dos Socialistas e Democratas |
|                  | Vox                                  | 6 / 61    |                   | Patriotas pela Europa                             |
|                  | Acabou-se a Festa                    | 3 / 61    |                   | Não inscritos                                     |
|                  | Podemos                              | 2 / 61    |                   | A Esquerda no Parlamento Europeu - GUE/NGL        |
|                  | Esquerda Republicana da Catalunha    | 1 / 61    |                   | Verdes/Aliança Livre Europeia                     |
|                  | Euskal Herria Bildu                  | 1 / 61    |                   | A Esquerda no Parlamento Europeu - GUE/NGL        |
|                  | Bloco Nacionalista Galego            | 1 / 61    |                   | Verdes/Aliança Livre Europeia                     |
|                  | Sumar                                | 1 / 61    |                   | A Esquerda no Parlamento Europeu - GUE/NGL        |
|                  | Compromís                            | 1 / 61    |                   | Verdes/Aliança Livre Europeia                     |
|                  | Catalunha em Comum                   | 1 / 61    |                   | Verdes/Aliança Livre Europeia                     |
|                  | Juntos pela Catalunha                | 1 / 61    |                   | Não inscritos                                     |
|                  | Partido Nacionalista Basco           | 1 / 61    |                   | Renovar a Europa                                  |

### Grupos parlamentares europeus
| Grupo parlamentar | Grupo parlamentar                                 | Deputados |
| ----------------- | ------------------------------------------------- | --------- |
|                   | Grupo do Partido Popular Europeu                  | 22 / 61   |
|                   | Aliança Progressista dos Socialistas e Democratas | 20 / 61   |
|                   | Patriotas pela Europa                             | 6 / 61    |
|                   | A Esquerda no Parlamento Europeu - GUE/NGL        | 4 / 61    |
|                   | Não inscritos                                     | 4 / 61    |
|                   | Verdes/Aliança Livre Europeia                     | 4 / 61    |
|                   | Renovar a Europa                                  | 1 / 61    |